# Lajoux (Zwitserland)
Lajoux is een gemeente en plaats in het Zwitserse kanton Jura, en maakt deel uit van het district Franches-Montagnes.

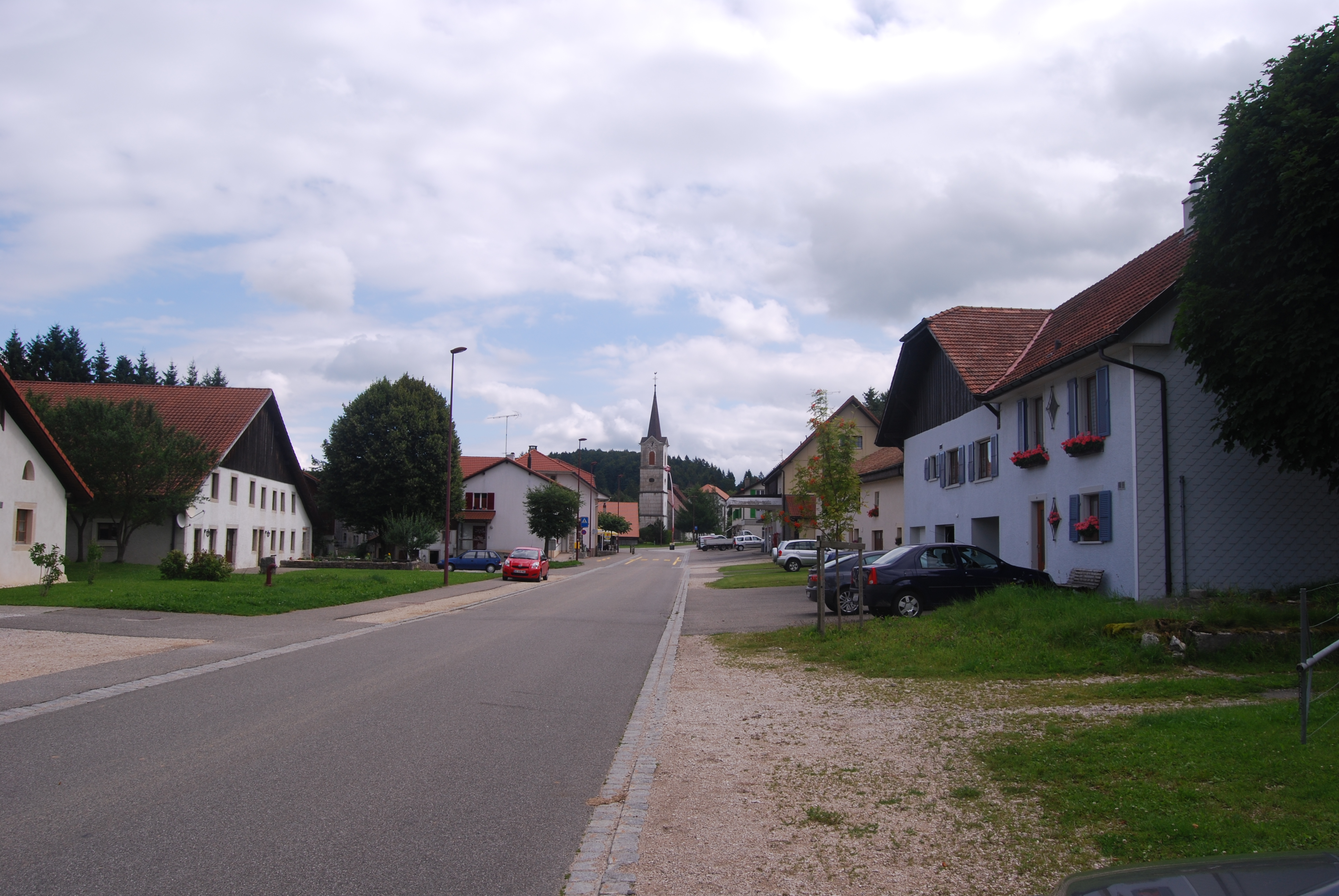
Lajoux

Lajoux telt 667 inwoners.